# Kinkash
Kinkash, Grupa Potawatomi Indijanaca, tako nazvana u ugovorima iz 1832. i 1836. godine. Njihovo selo (Kinkash's Village) ili rezervat, koji je 1836. prodan Sjedinjenim Državama, nalazio se na rijeci Tippecanoe, okrug Kosciusko, Indiana.